# 太公王国
太公王国（發音：[dəɡáʊɴ nèpjìdɔ̀]）是骠人建立的城邦国家。贡榜王朝在1832年官方修订的缅甸王国编年史《琉璃宫史》中，宣称太公这个极具传说色彩的国家是缅甸首个君主制王国。據《琉璃宫史》记载，太公王国是由释迦族人阿毕罗阇于公元前850年建立的（实际没有考古证据表明太公王国有如此久远的历史），缅甸君主的血统可以追溯到与阿毕罗阇同为一族的释迦牟尼以及世界上第一个佛教国王摩诃三摩多。《琉璃宫史》还介绍了另一位释迦族王子陀阇罗阇（Daza Yaza），他在公元前600年建立了太公第二王朝。公元1050年代中期，太公王國成为了蒲甘王国的一部分。

## 传说

### 离开印度
由于贡榜王朝将缅甸早期君主与释迦牟尼及佛教神话里的世界第一个国王摩诃三摩多联系在一起，太公王国因而得到重视。《琉璃宫史》记载，释迦族（即释迦牟尼与摩诃三摩多的氏族）憍萨罗王国的阿毕罗阇王子与其随从离开故土，跟随军队打败了邻国般阇罗，然后在公元前850年于伊洛瓦底江上游河岸的太公（今缅甸北部）定居并建立了王国。

### 太公第一王朝
《琉璃宫史》没有记载阿毕罗阇抵达的是一个空白、尚无政权的地方，只说他是第一个国王。阿毕罗阇在位25年后去世，有两个儿子。次子甘罗阇额在竞争中获胜继承王位，长子甘罗阇记则前往南方，于公元前825年在阿拉干建立了自己的王国。甘罗阇额之后，太公王国又有31代国王。约在公元前600年，第三十三代国王彬那迦（Binnaka Yaza）统治时，来自“乾陀罗利”（Gandalarit）的“德由”（Taruk）人攻陷了太公，彬那迦身亡。“德由”在现代缅语里是“汉族”的意思，古缅语则泛指所有来自东北地区的人。“乾陀罗利”则是云南梵化的名称。

### 太公第二王朝
《琉璃宫史》记载，太公的衰落导致国民分化为三部分。一群人沿江迁徙而下，定居在蒲甘地区，这些人由骠族、干延族（Kanyan）和德族（Thet）组成。另一群人向东南迁徙，定居在皎施地区，这个族群属国王彬那迦一脉。第三群人由彬那迦的王后那迦芯（Naga Hsein）带领，留在太公城。
王后那迦芯与释迦族皇室一脉的王子陀阇罗阇（Daza Yaza）结婚，他们在靠近太公城的蒲甘旧城建立了新的首都，其后，太公王位沿袭16代。公元前483年，在第十七世国王德多摩诃罗阇（Thado Maha Yaza）在位时，国家被东部来的侵略者占领。

### 太公遗族及与缅甸后续王朝的联系
《琉璃宫史》记载，释迦族一脉的王室没有死，公元前503年，末代太公国王德多摩诃罗阇（Thado Maha Yaza）的王后生下了两个眼盲的双胞胎儿子，摩诃丹婆瓦（Maha Thanbawa）和苏拉丹婆瓦（Sula Thanbawa）。国王感到羞愧，要杀掉他们，王后将儿子藏匿并秘密抚养。19年后，公元前484年，国王发现他们没有死，准备再次将之杀害。王后将儿子放到木筏上，顺伊洛瓦底江漂流而下。兄弟两人漂流到河边，在女妖的帮助下奇迹般的恢复了视力。
公元前483年，兄弟两人在伊洛瓦底江下游的室利差呾罗靠近卑谬的地方建立了新王国。摩诃丹婆瓦是第一任国王，在位六年后苏拉丹婆瓦继位，苏拉丹婆瓦在位35年。随后摩诃丹婆瓦的儿子竺多般（Duttabaung）继位，竺多般在位70年。室利差呾罗延续了近六个世纪。
约在公元107年，室利差呾罗末代国王的外甥萨牟陀梨建立蒲甘城（阿里玛达纳普拉，即粉碎敌人之城），蒲甘城在后来发展为蒲甘王国。据传佛祖释迦牟尼生前曾到访过蒲甘的所在地，宣称这里将会在他死后651年诞生一个强盛的王国。萨牟陀梨之后的国王是罗西姜，第三任国王是167年继位的缅甸著名君主骠绍梯。太公王国与蒲甘王国之间的联系是非常重要的，因为此后所有的缅甸朝代王室，敏象至贡榜，都宣称拥有蒲甘君主的血统。

### 历史性
阿毕罗阇的故事首次出现于1832年著成的《琉璃宫史》中。这本缅甸编年史下限至18世纪，内容很多基于1724年成书的《大史》编写，但是《大史》并未提及阿毕罗阇。《大史》中关于上古史取而代之的说法是，缅甸君主制起源于骠绍梯，他是太阳神与龙公主的儿子，建立了蒲甘王朝。
1770年代，贡榜王朝早期的国王努力推广更正统的上座部佛教，这种趋势在波道帕耶在位时得到发展，他相信自己就是下一个弥勒佛。继任国王巴基道在位时，佛教进入缅甸前的骠绍梯源流史被官方替代为阿毕罗阇的故事，宣称“皇室沿袭自释迦牟尼与第一位佛教国王摩诃三摩多的氏族”。
中国的史籍中记载有“太公”，例如《元史》载“建都太公城乃其巢穴，遂水陆并进，攻太公城，拔之，故至是皆降。”不过中国史籍记载的太公并非是一个王国，只是缅北的一个小镇。关于中国军队灭亡太公第一王朝，则是公元13世纪元缅战争的事，缅甸编年史将战事提前至公元前六世纪。缅语的“Taruk”，则是由“突厥”一词演变而来的。
对英国殖民时期的欧洲历史学家而言，缅甸编年史收录阿毕罗阇的故事大大降低了其可信度。他们直截了当的驳斥了大部分编年史的缅甸早期历史内容，认为是“取自梵语或巴利语的印度神话复制品”，严重怀疑上古时代的纪事，并排除了“缅甸任何种类的文明都早于公元五世纪”的可能性。

## 历史
虽然阿毕罗阇是神话故事，但是神话中提到的许多地方在3,500年前已经有人居住。新石器时代和青铜时代的人工制品表明，在Kyan Hnyat（太公城以南30公里）已经有人居住，系与太公王国同一时代。需要明确的是，人类居住的证据不能证明已经建立城邦国家。现有证据表明，太公建立过一个有三面城墙、位于伊洛瓦底江以东的城邦，时间大致是公元一世纪。不过，太公城尚未进行进一步考古发掘，未来可能会发现有更多证据，除了室利差呾罗和毗湿奴之外，其余骠国城邦均未进一步发掘。此外，骠国诸邦并非《琉璃宫史》记载的那样一个接一个出现，而是共存了很长时间。
| 国家       | 《琉璃宫史》记载时间 | 考古证据表明时间       | 注释                                                    |
| ---------- | -------------------- | ---------------------- | ------------------------------------------------------- |
| 太公       | 前850–前483          | 公元1世纪/2世纪–11世纪 | 前483年后，太公在编年史中记载1061年、1364年时被粗略提及 |
| 室利差呾罗 | 前483–94             | 公元5世纪/7世纪–11世纪 | 室利差呾罗后来成为今卑谬                                |
| 蒲甘王国   | 107–1298             | 849/876–1297           |                                                         |

编年史的前佛教时期故事代表了时代的“社会记忆”。骠国疆域内有不同民族的居民，诸如Thet Kadu、Kyan、Tircul等民族，编年史中反复提到族群的破裂和迁徙，证明了时代的变迁。太公作为一个城邦国家一直存在到11世纪，学者卢斯认为太公是Kadu人的“东都”，但历史学家貌丁昂并不赞同，他指出没有证据可以证明此说。最终，太公城在1050年代中期被蒲甘王朝吞并，在1061年成为国王阿奴律陀建立的43个堡垒之一。

## 脚注
1. 1 2  Hmannan Vol. 1 2003: 153–154
2. 1 2  Harvey 1925: 29–30
3. 1 2 3  Hmannan Vol. 1 2003: 155–156
4. 1 2 3 4  Myint-U 2006: 44–45
5. ↑  Myint-U 2011: 167–168
6. ↑  Hmannan Vol. 1 2003: 159–160
7. ↑  Phayre 1883: 276
8. ↑  Hmannan Vol. 1 2003: 164–165
9. ↑  Phayre 1883: 277–278
10. ↑  Lieberman 2003: 91
11. ↑  Hmannan Vol. 1 2003: 188
12. ↑  Than Tun 1964: ix–x
13. ↑  Htin Aung 1967: 188–189
14. ↑  Lieberman 2003: 196
15. ↑   . 维基文库 （中文）.
16. ↑  何平 2004: 40-41
17. ↑  Hall 1960: 7
18. ↑  Harvey 1925: 307–309
19. 1 2  Moore 2011: 4–5
20. 1 2  Moore 2007: 233–234
21. ↑  Moore 2007: 145
22. ↑  Htin Aung 1970: 11
23. ↑  Hmannan Vol. 1 2003: 269–270